# Micelární roztok
Micelární roztok se skládá z disperze micel v rozpouštědle, nejčastěji ve vodě (micelární voda). Micely se skládají z agregovaných amfifilů, které jsou v micelárním roztoku v rovnováze s volnými, neagregovanými amfifily. Micelární roztoky vznikají, když koncentrace amfifilů překročí kritickou micelární koncentraci (CMC) nebo kritickou agregační koncentraci – CAC, a přetrvávají, dokud koncentrace amfifilů není dostatečně vysoká, aby se vytvořila lyotropní fáze kapalných krystalů.
Micely nemají neměnnou molekulární strukturu, ale jsou schopny se snadno přeskupovat, přičemž hydrofilní hlava je vždy v kontaktu s kapalinou a lipofilní ocas je na opačném konci. Ačkoli se micely často zobrazují jako sférické, mohou být válcovité nebo oblé v závislosti na chemické struktuře amfifilů. Micelární roztoky jsou izotropní fáze.
Nejčastějším komerčním využitím micelárních roztoků je micelární voda, používaná v kosmetice k odstranění make-upu a oleje z obličeje.

## Micelární voda
Micelární voda je dermofarmaceutický přípravek pro péči o obličej a čištění pleti. Podobné vlastnosti má mýdlový roztok.
Používá se zejména jako odličovač a čistič obličeje k odstranění make-upu, kožního mazu, odumřelých kožních buněk a dalších nečistot na pleti. Její hlavní vlastností je, že odstraňuje make-up a nečistoty z pleti v jednom kroku, bez nutnosti tření.
K péči o pleť začala být využívána ve Francii v roce 1913. V mezinárodním měřítku micelární vodu zpopularizovala francouzská farmaceutická společnost Bioderma, když uvedla v roce 1991 na trh micelární vodu Sensibio H2O.

### Složení
Hlavními složkami, které tvoří micelární roztok, jsou povrchově aktivní látky (tenzidy) a upravená nebo čištěná voda, která slouží jako rozpouštědlo.
Strukturálně se tedy roztok skládá z micel (odtud název), což je soubor molekul oleje se dvěma póly: hydrofilním pólem rozpustným ve vodě a lipofilním pólem, který je zodpovědný za zachycování tukových látek neslučitelných s vodou, a měkké vody, s nízkou koncentrací hořečnatých a vápenatých iontů. Tento typ vody je teoreticky nejvhodnější pro čištění pleti, protože nezanechává žádné zbytky.
Povrchově aktivní látky používané v kosmetických micelárních vodách jsou obvykle jemné neiontové tenzidy, které jsou méně agresivní vůči povrchu pokožky. Díky absenci dráždivých složek, jako jsou barviva, parfémy, parabeny, mýdla nebo alkohol, je micelární voda produktem, který chrání zejména citlivou, atopickou nebo reaktivní pokožku. Některé micelární vody plní díky svému fyziologickému pH také stejnou funkci jako tonikum. Mohou obsahovat i další látky s hydratačními, zvlhčujícími, protizánětlivými nebo s adstringenčními (stahujícími) účinky.

### Mechanismus působení
Povrchově aktivní látky obsažené v roztoku jsou amfipatické molekuly, tj. mají 2 různé polární skupiny. Jedna skupina je lipofilní (mísitelná s olejem) a nepolární a druhá skupina je hydrofilní (mísitelná s vodou) a polární. Při nízkých koncentracích se povrchově aktivní látky nacházejí na rozhraní vody a vzduchu. Když se koncentrace zvýší a dosáhne kritické micelární koncentrace (CMC), povrchově aktivní látky vytvoří uspořádané struktury zvané micely. V těchto mikrosférických strukturách směřují hydrofilní báze při kontaktu s kapalinou ven a hydrofobní báze přilnou a vytvoří vnitřní část micely se schopností zachycovat nečistoty, špínu a přebytečný ve vodě nerozpustný maz.